# Estany de Ribanegra
L'Estany de Ribanegra és un llac d'origen glacial que es troba a 2.379 m d'altitud, a la capçalera de la vall Fosca, al Pallars Jussà, al nord del poble de Cabdella, en el terme municipal de la Torre de Cabdella.
La seva conca està formada al nord pel Forat Negre de Mussoles i d'altres serres i turons entre Mussoles i el Serrat de la Mina.
Pertany al grup de llacs d'origen glacial de la capçalera nord-oriental del riu de Riqüerna, al voltant del Pic Salado. Rep les aigües de l'Estany de Dalt, i les aboca a l'Estany de Francí.
És un dels estanys que disposa de presa per tal d'ampliar la capacitat de la seva conca natural.